# 司马金龙
司马金龙（5世纪—484年12月19日），字荣则，河内郡温县（今河南省焦作市温县）人，出自三祖司马氏琅琊房，北魏官员。

## 生平
司马金龙是司马楚之与诸王之女河內公主所生，年幼时就有父亲的风范，一开始为中书学生，入宫担任中散。拓跋弘担任太子时，将司马金龙升任太子侍讲。之后司马金龙承袭了父亲的爵位琅邪王，出任侍中、镇西大将军、开府、云中镇大将、朔州刺史，又被征召担任吏部尚书。太和八年岁在甲子十一月庚午朔十六日乙酉（484年12月19日），司马金龙去世，朝廷赠予大将军、司空公、冀州刺史，谥号康王，又赠绢一千匹。司马金龙初娶太尉、陇西王源贺之女钦文姬辰，生子司马延宗、司马纂、司马悦，之后娶沮渠氏，生司马徽亮，沮渠氏是河西王沮渠牧犍之女，生母为魏太武帝拓跋焘的妹妹武威公主。

## 墓地与墓志
山西大同石家寨北魏司马金龙墓，1965年11月下旬石家寨大队农田基本建设打井时发现。出土了大批陶俑、生活用具以及墓志、屏风漆画等计四百五十四件文物，特别是彩绘人物故事漆屏、石雕柱础最为珍贵。

## 家族

### 兄弟姐妹
- 司马宝胤，北魏中书博士、雁门郡太守
- 司马跃，北魏祠部尚书、大鸿胪卿、颍川王师、河内公
- 司马氏，嫁刁雍长子刁纂

### 夫人
- 钦文姬辰，北魏侍中、太尉、陇西王、直勤贺豆跋之女[1]
- 沮渠氏，河西王沮渠牧犍之女[1]

### 儿子
- 司马延宗
- 司马纂，北魏河内邑中正
- 司马悦，北魏征虏将军、豫州刺史、渔阳庄子
- 司马徽亮，北魏琅玡公